# 少年たちのように
「少年たちのように」（しょうねんたちのように）は、三田寛子の12枚目のシングル。1986年4月10日にCBS・ソニーから発売された。

## 解説

### 少年たちのように
作詞と作曲に、シンガーソングライターの中島みゆきを起用した。
三田本人が出演した、NECパーソナルワープロ『文豪ミニ』のCMソングに起用された。

### 愛される花 愛されぬ花
作詞と作曲に、表題曲「少年たちのように」同様、中島みゆきが担当した。
中島は、楽曲を作るにあたって三田のビデオを視聴し、自ら三田の出身地である京都まで行き、それらのイメージを膨らませて制作したという。
楽曲を提供した中島は、2002年に発売されたアルバム『おとぎばなし-Fairy Ring-』にてセルフカバーした。また、2018年の中国ドラマ「愛される花」のオープニングテーマとして、中国大陸の歌手周筆暢により中国語カバーもされた。

## 収録曲
| 全作詞・作曲: 中島みゆき、全編曲: 萩田光雄。 |                           |            |            |      |
| #                                            | タイトル                  | 作詞       | 作曲・編曲 | 時間 |
| 1.                                           | 「少年たちのように」      | 中島みゆき | 中島みゆき | 4:02 |
| 2.                                           | 「愛される花 愛されぬ花」 | 中島みゆき | 中島みゆき | 4:09 |
| 合計時間:                                    | 合計時間:                 | 8:11       |            |      |

## 収録アルバム
| アルバム                                      | 発売日           | 規格品番         | 備考                                                           |
| 少年たちのように                              | 少年たちのように | 少年たちのように | 少年たちのように                                               |
| --------------------------------------------- | ---------------- | ---------------- | -------------------------------------------------------------- |
| 少年たちのように                              | 1986年7月2日     | LP:28AH-2058     | 5thアルバム                                                    |
| 少年たちのように                              | 1986年7月2日     | CT:28KH-1893     | 5thアルバム                                                    |
| 少年たちのように                              | 1986年7月2日     | CD:32DH-457      | 5thアルバム                                                    |
| 中島みゆき SONG LIBRARY 3                     | 1997年11月19日   | CD:PCCA-01145    | 中島みゆきが提供した楽曲を中心に集めたコンピレーションアルバム |
| GOLDEN J-POP/THE BEST 三田寛子                | 1999年9月22日    | CD:SRCL-4632     | ベストアルバム                                                 |
| DREAM PRICE 1000 三田寛子 初恋                | 2002年10月9日    | CD:MHCL-142      | ベストアルバム                                                 |
| 三田寛子 GOLDEN☆BEST コンプリート・シングルズ | 2017年4月26日    | CD:MHCL-30454    | シングルベストアルバム                                         |
| 愛される花 愛されぬ花                         |                  |                  |                                                                |
| 少年たちのように                              | 1986年7月2日     | LP:28AH-2058     | 5thアルバム                                                    |
| 少年たちのように                              | 1986年7月2日     | CT:28KH-1893     | 5thアルバム                                                    |
| 少年たちのように                              | 1986年7月2日     | CD:32DH-457      | 5thアルバム                                                    |
| 中島みゆき SONG LIBRARY 1                     | 1997年11月19日   | CD:PCCA-01143    | 中島みゆきが提供した楽曲を中心に集めたコンピレーションアルバム |
| 三田寛子 GOLDEN☆BEST コンプリート・シングルズ | 2017年4月26日    | CD:MHCL-30454    | シングルベストアルバム                                         |

## カバー
| アーティスト          | 収録作品（初出のみ）     | 発売日                | 規格品番              | 備考                  |
| 愛される花 愛されぬ花 | 愛される花 愛されぬ花    | 愛される花 愛されぬ花 | 愛される花 愛されぬ花 | 愛される花 愛されぬ花 |
| --------------------- | ------------------------ | --------------------- | --------------------- | --------------------- |
| 中島みゆき            | おとぎばなし-Fairy Ring- | 2002年10月23日        | CD:YCCW-00039         | セルフカバー          |